# Дуло (хълм)
Хълмът Дуло (на английски: Dulo Hill) e хълм, висок 210 m, на остров Ливингстън на Антарктида.
Той е наименуван на българската управляваща династия Дуло от 7 – 10 век.

## Карти
- Península Byers, Isla Livingston Архив на оригинала от 2013-11-09 в Wayback Machine.. Mapa topográfico a escala 1:25000. Madrid: Servicio Geográfico del Ejército, 1992.
- Л.Л. Иванов et al. Antarctica: Livingston Island and Greenwich Island, South Shetland Islands. Scale 1:100000 topographic map. Sofia: Antarctic Place-names Commission of Bulgaria, 2005.
- Л.Л. Иванов. Antarctica: Livingston Island and Greenwich, Robert, Snow and Smith Islands. Scale 1:120000 topographic map. Troyan: Manfred Wörner Foundation, 2009. ISBN 978-954-92032-6-4